# Federico Mancuello
Federico Andrés Mancuello (Reconquista, 26 marzo 1989) è un calciatore argentino con passaporto italiano, centrocampista dell'Independiente.

## Palmarès
- Campionato Carioca: 1

Flamengo: 2017